# Orlivka, Kulîkivka
Orlivka (în ucraineană Орлівка) este o comună în raionul Kulîkivka, regiunea Cernihiv, Ucraina, formată numai din satul de reședință.

## Demografie
Componența lingvistică a comunei Orlivka
     Ucraineană (98,66%)
     Rusă (1,16%)
     Alte limbi (0,18%)
Conform recensământului din 2001, majoritatea populației comunei Orlivka era vorbitoare de ucraineană (98,66%), existând în minoritate și vorbitori de rusă (1,16%).